# Kultivierung

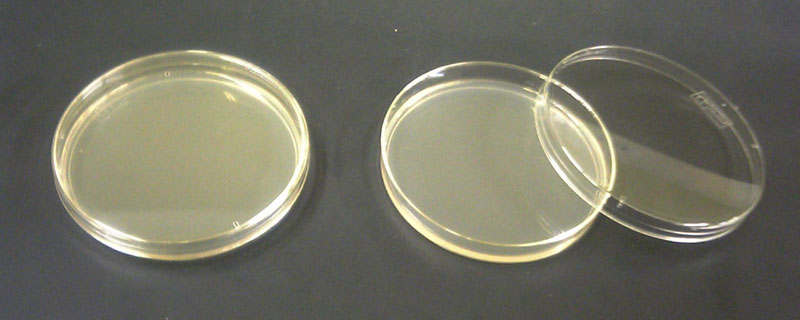
Agargelplatte als Nährboden für Bakterien und andere Mikroorganismen

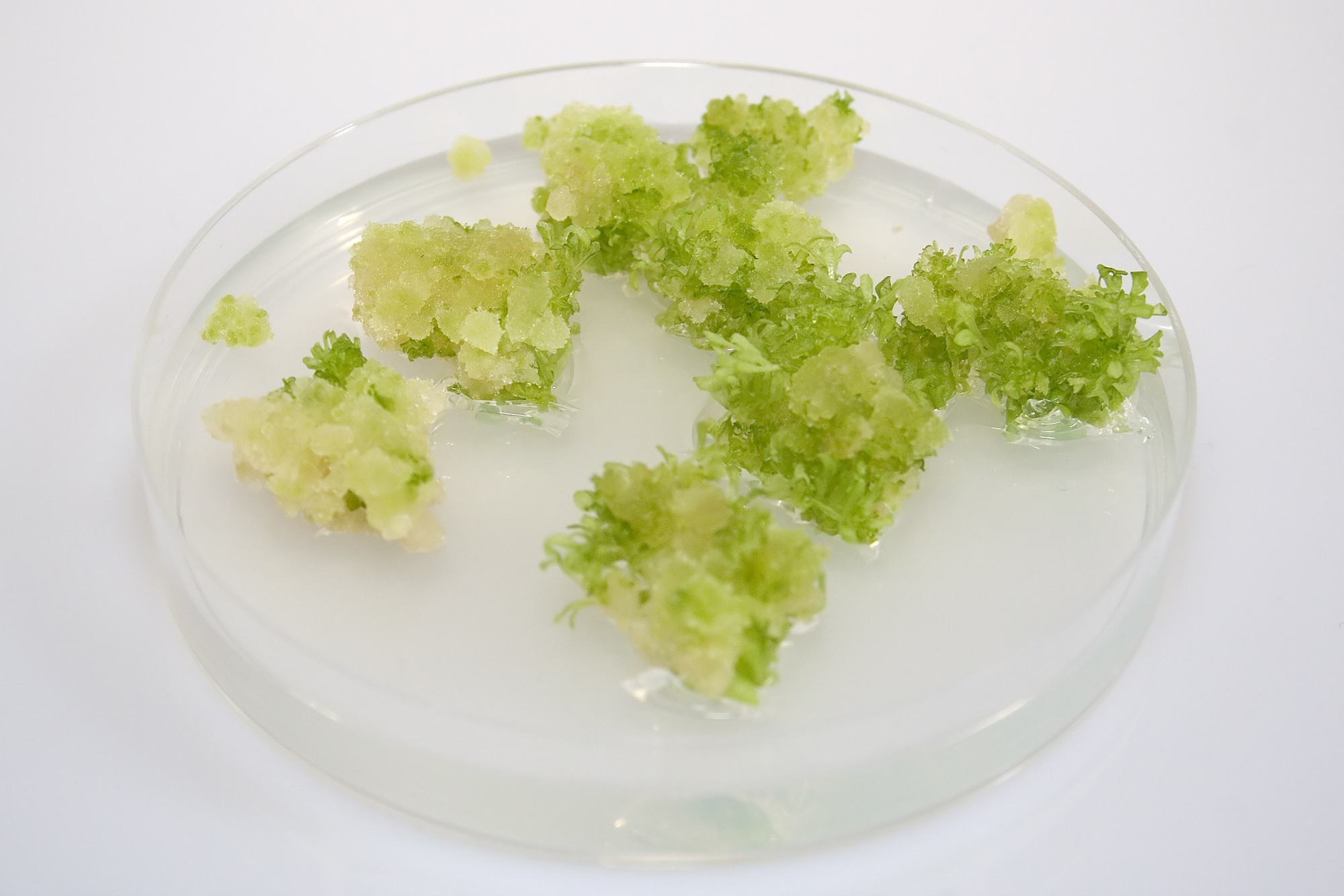
Kultivierung des Kallus von Nicotiana tabacum Pflanzen auf Agarplatten (Nährmedium in einer Petrischale)

Als Kultivierung bezeichnet man im biologischen Sinne die Schaffung und Aufrechterhaltung von Bedingungen, die ein Wachstum von bestimmten Organismen gewährleisten. Oft ist damit auch deren Vermehrung verbunden. Kultiviert werden ganz unterschiedliche Organismen. Typische Beispiele hierfür sind die Kultivierung von (domestizierten) Kulturpflanzen in der Landwirtschaft oder im Gartenbau und die Kultivierung von Bakterien in einer Nährlösung oder auf der Oberfläche eines nährstoffhaltigen Gels in einer Petrischale.
Nicht nur ganze Organismen können kultiviert werden, sondern auch Teile von ihnen, etwa bestimmte Zellen oder Gewebe von Pflanzen und Tieren. So ist die Kultivierung tierischer oder pflanzlicher Zellen – also Zellen von Eukaryoten – in einem Nährmedium außerhalb des Organismus möglich, dies wird als Zellkultur bezeichnet. Eine häufig angewendete Methode ist die Pflanzliche Gewebekultur, bei der aus Gewebestücken der Pflanzen, teilweise auch über eine sekundäre Kalluskultur, vollständige Pflanzen gebildet werden.
Verschiedene Pflanzen gemeinsam kultiviert bilden eine Mischkultur. 
Je nach Zweck werden für die Kultur von Mikroorganismen flüssige oder gelierte Kulturmedien verwendet. Bei der Kultivierung von tierischen Zellen werden vor allem flüssige Nährmedien verwendet, für pflanzliche Zellen auch Gel-Nährböden („feste“ Nährböden). Ein Gel-Nährboden wird hergestellt, indem einem Kulturmedium ein gelierender („verfestigender“) Stoff zugegeben wird, der dem jeweiligen Organismus nicht als Nahrungsquelle dient. Das bekannteste Beispiel ist Agar, andere Verfestiger sind Gellan und Kieselgel. Dabei zeigt sich im direkten Vergleich von Agar und Gellan, dass diese Mittel bei der Kultivierung keineswegs inert sind, sondern die Physiologie von zum Beispiel Pflanzenzellkulturen beeinflussen.
Bei der Mikroorganismenkultur unterscheidet man verschiedene Kulturtechniken, von denen die Reinkultur, die Anreicherungskultur (als Spezialfall die Co-Kultivierung), die Flüssigkultur und die Kultur auf Gel-Nährböden zu den wichtigsten zählen. Mit diesen Methoden kann beispielsweise ein Mikroorganismenklon aus einer Mikroorganismengesellschaft mit vielen verschiedenen Mikroorganismenarten isoliert werden, um das Vorhandensein einer bestimmten Art nachzuweisen oder sie näher zu untersuchen. In der medizinischen Mikrobiologie spielt das in Bezug auf Krankheitserreger eine besondere Rolle.